# جی‌ام‌سی ترین

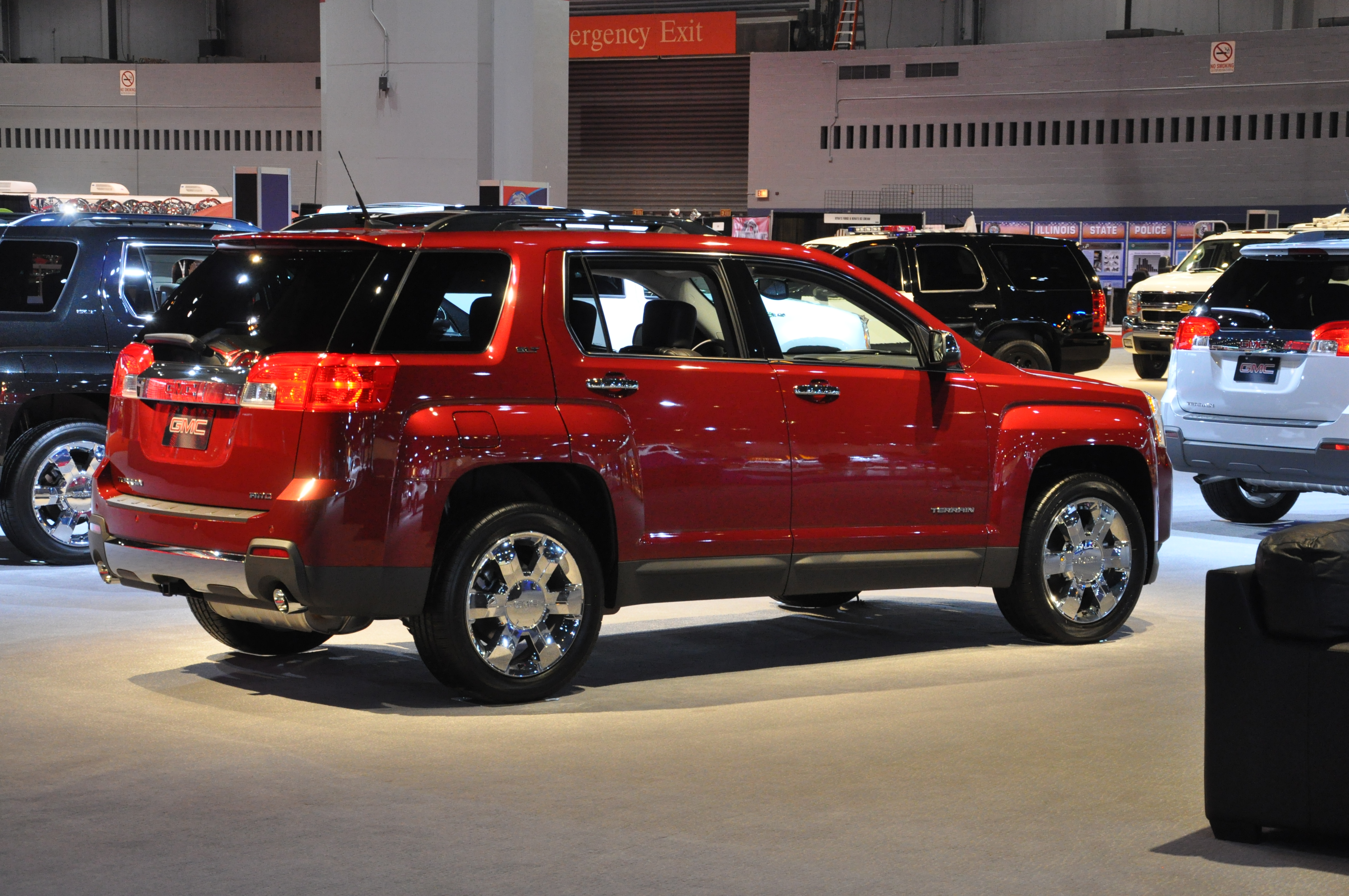

جی‌ام‌سی تِرین (به انگلیسی: GMC Terrain) یکی از مدل‌های خودروی کمپانی جی ام سی است.